# Hilde von Lang
Hilde von Lang (* 12. Oktober 1925 in Hamburg; † 3. April 2011), geborene Daniele, war eine deutsche Verlegerin. Von 1969 bis 1999 war sie für Die Zeit tätig, zunächst als Aushilfsmitarbeiterin, später Prokuristin, Generalbevollmächtigte, Geschäftsführerin und Verlegerin. Bis zu ihrem Tod war sie Mitglied im Aufsichtsrat.
Von 1977 bis 1989 war sie Beisitzerin im Vorstand des Zeitungsverlegerverbands Hamburg und bis 1999 stellvertretende Vorsitzende der Landesorganisation. Daneben vertrat sie den Zeitungsverlegerverband als Delegierte beim BDZV.
Von 1997 bis 1999 gehörte sie dem Kuratorium der Zeit-Stiftung an. 
Über Umfeld, Familie und Jugend von Hilde von Lang ist nur wenig öffentlich bekannt geworden. Ihr Jurastudium brach sie wegen ihrer Schwangerschaft nach dem fünften Semester ab und arbeitete aushilfsweise als Klatschreporterin bei der Neuen Post. 1960 brachte sie ihren Sohn Michael Brassey zur Welt. 1969 erhielt sie eine Aushilfsstelle im Zeit-Verlag, wo sie mit der Akquise und dem Aufbau des Stellenanzeigen-Geschäfts betraut wurde; 1972 wurde sie fest angestellt und war zuständig für Werbung, Media- und Marktforschung. 1977 setzte sie Gerd Bucerius, dessen Lebensgefährtin sie war, als Geschäftsführerin ein.
Ab 1989 war sie allein zeichnungsberechtigt. 1985 wurde sie auch Verlegerin, zusammen mit Helmut Schmidt. 
Nach dem Tod von Gerd Bucerius verkaufte Hilde von Lang 1995 als dessen Testamentsvollstreckerin den Zeit-Verlag an die Verlagsgruppe Holtzbrinck. Der Verkauf war schon zu Bucerius' Lebzeiten vorbereitet worden. 1999 beendete sie ihre Berufstätigkeit weitgehend.

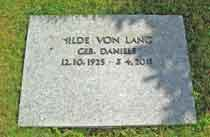
Grabstätte von Hilde von Lang in Reinbek

Sie ist neben Gerd Bucerius auf dem Friedhof Klosterbergen in Reinbek begraben.